# بتی هو
جسیکا آن نیوهام (زادهٔ ۵ اکتبر ۱۹۹۱) که با نام هنری بتی هو (به انگلیسی: Betty Who) شناخته می‌شود، موسیقی‌دان، خواننده و ترانه‌سرا استرالیایی-آمریکایی است.

## اوایل زندگی
جسیکا آن نیوهام در سیدنی استرالیا متولد شد و تا اواسط نوجوانی در آنجا زندگی کرد. او که از چهار سالگی به عنوان نوازنده ویولن سل آموزش دید، در سال ۲۰۰۷ به ایالات متحده نقل مکان کرد تا در مرکز هنرهای اینترلوچن در میشیگان شرکت کند.

## ترانه‌شناسی

### آلبوم‌های استودیویی
| عنوان                                                                  | جزئیات آلبوم                                                                 | اوج موقعیت‌های نمودار | اوج موقعیت‌های نمودار | اوج موقعیت‌های نمودار |
| عنوان                                                                  | جزئیات آلبوم                                                                 | AUS                  | ایالات متحده         | ایالات متحده         |
| ---------------------------------------------------------------------- | ---------------------------------------------------------------------------- | -------------------- | -------------------- | -------------------- |
| وقتی می‌روی مرا ببر                                                     | - منتشر شده: ۳ اکتبر ۲۰۱۴ - برچسب: RCA - فرمت‌ها: سی دی، دانلود دیجیتال       | -                    | ۶۸                   | -                    |
| دره                                                                    | - منتشر شده: ۲۴ مارس 2017 - برچسب: RCA - فرمت‌ها: سی دی، دانلود دیجیتال، LP   | ۵۸                   | ۱۰۵                  | -                    |
| بتی                                                                    | - منتشر شده: ۱۵ فوریه ۲۰۱۹ - برچسب: AWAL - فرمت‌ها: سی دی، دانلود دیجیتال، LP | -                    | -                    | ۲۴                   |
| بزرگ!                                                                  | - منتشر شده: ۱۴ اکتبر ۲۰۲۲ - برچسب: BMG - فرمت‌ها: سی دی، دانلود دیجیتال، LP  | -                    | -                    | -                    |
| «—» به نسخه‌هایی اشاره می‌کند که در نمودار یا در آن منطقه منتشر نشده‌اند. |                                                                              |                      |                      |                      |

### اکستندد پلیز
| عنوان            | جزئیات | اوج موقعیت‌های نمودار | اوج موقعیت‌های نمودار |
| عنوان            | جزئیات | ایالات متحده         | گرمای ایالات متحده.  |
| ---------------- | --- | -------------------- | -------------------- |
| جنبش             | - تاریخ انتشار: ۱۶ آوریل 2013 (مستقل) - انتشار مجدد: ۱۷ سپتامبر 2013 (RCA) - برچسب: RCA, Sony Music Entertainment - فرمت: دانلود دیجیتال | -                    | ۲۲                   |
| رقص آهسته        | - منتشر شده: ۸ آوریل 2014 - برچسب: RCA, Sony Music Entertainment - فرمت: دانلود دیجیتال                                                  | ۵۷                   | -                    |
| Spotify Sessions | - منتشر شده: ۶ ژوئن 2014 - برچسب: RCA Records / Sony Music Entertainment - فرمت: استریم                                                  | -                    | -                    |
| دنیاها جدا از هم | - منتشر شده: ۲۳ ژوئن 2014 (بریتانیا) - برچسب: RCA / Sony Music Entertainment - فرمت: دانلود دیجیتال                                      | -                    | -                    |
| بتی، پتی. 1      | - منتشر شده: ۱۵ ژوئن ۲۰۱۸ - برچسب: AWAL - فرمت: دانلود دیجیتال                                                                           | -                    | -                    |